# Ictomètre
Un ictomètre (du latin Icere, Ictum : battre) est un appareil de mesure des  rayonnements ionisants. Il donne généralement un résultat en coups (ou chocs) par seconde (abrégé c/s ou cps) qui peut être ensuite converti en unités de mesure de la radioactivité du Système international, comme le becquerel par centimètre carré, pour la mesure de la radioactivité d'une surface. 

## Exemples
Un exemple connu d'ictomètre est le compteur Geiger.
Autres exemples : 
- gammamètre ou appareil servant à détecter les rayons gamma tel que le DG5.
- radiamètre